# Solvent Red 80
C.I. Solvent Red 80 ist ein roter Azofarbstoff aus der Gruppe der Lösungsmittelfarbstoffe.

## Herstellung
Die Synthese von Solvent Red 80 erfolgt durch Diazotierung von 2,4-Dimethoxyanilin mit Natriumnitrit und Kupplung auf 2-Naphthol.

## Verwendung
Solvent Red 80 wurde erstmals 1940 synthetisiert und ab 1960 im technischen Maßstab in den USA hergestellt. Solvent Red 80 ist in der Europäischen Union und in Japan nicht für Lebensmittel, Arzneistoffe oder Kosmetika zugelassen. In den USA darf der Farbstoff für die Färbung von Orangenschalen, die nicht für die Verarbeitung oder weitere Verwendung bestimmt sind, eingesetzt werden. Die Maximalmenge von 2 ppm bezogen auf die ganze Frucht darf nicht überschritten werden.

## Eigenschaften
Der Farbstoff wird von der Internationalen Agentur für Krebsforschung  in die Gruppe 2B (möglicherweise karzinogen) der krebserzeugenden Stoffe eingestuft.